# SV Hall
Der SV Hall ist ein österreichischer Fußballverein aus der Stadt Hall in Tirol im Bezirk Innsbruck-Land in Tirol und wurde 1921 gegründet. Der Sportverein war in den 1950er, 1960er und in den 1970er Jahren in der damaligen zweitklassigen Leistungsstufe vertreten. Die Kampfmannschaft spielt derzeit (2020/21) in der Eliteliga Tirol, eine der dritthöchsten Spielstufen Österreichs. Der Klub verfügt über 380 Mitglieder und trägt die Vereinsfarben Rot und Schwarz.

## Gründung
Der Verein wurde 1921 als Spiel- und Sportabteilung des TV 1862 Hall gegründet und spielte in den darauffolgenden Jahren in der ersten und zweiten Tiroler Fußballklasse. Als der Turnverein im Jahr 1931 das Fußballspiel verbot, trennte sich die bisherige Spiel- und Sportabteilung vom Stammverein ab und gründete den eigenständigen Fußballclub Hall.

## Vereinsführung
Präsidenten und Obmänner beim SV Hall:
Obmänner
| - 1921 – ????: Hans Urthaler - ???? – ????: Morgenstätter, Hörmann und Lang - 1946 – ????: Josef Zach - ???? – 1969: ?????? |

Präsident
| - 1969 – 1998: Leopold Wagner - 1998 – 2004: Fred Hafner | - 2004 – 2010: Josef Graber - seit 2010: Werner Nuding |

Obmänner
| - 1969 – 1974: Franz Wegscheider - 1974 – 2006: Klaus Arco | - 2006 – 2024: Breitfelder Alexander - seit 2024: Peter Person |

## Männerfußball
Bis zum Ausbruch des Zweiten Weltkrieges spielte der FC Hall in der Tiroler Landesliga und musste dann den Spielbetrieb einstellen. Als DTSG Hall spielte ein Haller Verein in den Saisonen 1938/39 bis 1939/40 in der obersten Tiroler Liga, als Gebirgs-Artillerie Hall in den Saisonen 1942/43. Nur sieben Tage nach Kriegsende trugen die Spieler des FC Hall als erste Tiroler Mannschaft wieder ein Fußballspiel aus. Vor rund 1.500 Zuschauern blieben die Haller gegen eine Auswahl serbischer Kriegsgefangener mit 9:0 Toren erfolgreich.
1946 wurde der Verein unter dem Namen Sportverein Hall wieder reaktiviert. Gegen Ende der 1950er Jahre arbeitete sich der SV Hall mit dem jungen Helmut Siber bis in die Tiroler Liga hoch, bevor mit dem Meistertitel 1963 der erstmalige Aufstieg in die damals zweitklassige Regionalliga West folgte. Am 1. September 1963 gewann der SV Hall vor 2.500 Zuschauern sein erstes Spiel in der Regionalliga gegen SV Austria Salzburg mit 3:2. Ende der 1960er Jahre verlor der Verein aufgrund der immer mehr zunehmenden Kommerzialisierung des Fußballsports seine besten Spieler an höherklassige Teams und hatte, nachdem der FC Wacker Innsbruck den Aufstieg in die A-Liga schaffte, mit massivem Zuschauerschwund zu kämpfen. In den 1970ern musste Hall den Abstieg in die Amateurliga hinnehmen, schaffte innerhalb weniger Jahre wieder den Aufstieg in die Landesliga und in die Regionalliga West.
In der Saison 1978/79 schrammten die Haller mit nur einem Punkt Rückstand auf die SPG Innsbruck in der in Alpenliga umbenannten dritten Spielklasse nur knapp am Aufstieg in die 2. Division der Bundesliga vorbei. Von 1982 bis 1983 spielte der SV Hall in der Regionalliga, bevor wieder ein kurzer Abstecher Richtung Landesliga folgte. In den darauffolgenden Jahren pendelte Hall mehrmals zwischen diesen beiden Ligen. 2011 glückte der Aufstieg in die Regionalliga West, die der SV Hall nach einem Jahr wieder verlassen musste.
Trainer
Trainer beim SV Hall seit 1987:
| - 01.07.1987 – 30.06.1988: Alexander Breitfelder - 01.07.1996 – 30.06.1997: Helmut Kraft - 01.07.1997 – 31.12.1999: Georg Saringer - 01.01.2000 – 30.06.2004: Markus Schnellrieder - 01.07.2004 – 17.11.2008: Harald Eder - 01.07.2004 – 30.06.2005: Alfred Ropic - 01.07.2006 – 30.06.2007: Andreas Ablinger - 01.07.2007 – 30.06.2008: Alfred Ropic | - 17.11.2008 – 01.10.2011: Markus Schnellrieder - 02.10.2011 – 22.11.2011: Helmut Kraft - 09.12.2011 – 10.04.2013: Aleksandar Matic - 12.04.2013 – 16.04.2013: Mario Schlattinger - 16.04.2013 – 24.08.2014: Josef Pranter - 28.08.2014 – 30.06.2015: Reinhard Hofer - 01.07.2015 – 30.06.2020: Akif Güclü - 01.07.2020 – 20.09.2020: Mustafa Ayhan | - 21.09.2020 – 01.12.2021: Josef Geisler - 25.01.2022 – 22.06.2022: Ahmet Duran - 01.07.2022 – 01.10.2022: Goran Cekic - 03.10.2022 – 30.03.2023: Kristijan Tavic - 03.04.2023 –27.09.2023: Thomas Gufler - 01.01.2024 - 31.06.2024 : Akif Güclü - seit 01.07.2024 Kristijan Tavic |

Bekannte Spieler und Trainer
- Hans Arnold
- Helmut Siber
- Helmut Kraft

Titel und Erfolge
- 14 × Zweitligateilnahme: 1951/52 bis 1959/60 (Arlbergliga), 1963/64, 1965/66 bis 1967/68, 1971/72, 1972/73, (Regionalliga West)
- 12 × Meister der Tiroler Liga: 1951, 1956, 1963, 1965, 1971, 1974, 1982, 1983, 1995, 2001, 2011, 2019

- 1 × Achtelfinale im Österreichischen Fußballpokal: 2004/05
- 1 × Finalist vom Tiroler Fußballcups: 2006

## Frauenfußball
Der SV Hall spielte in der Saison 1999/2000 in der Tiroler Landesliga Damen.

## Haller Lend
Die Haller Lend bekam 2004/05 ein neues Stadion mit einem Sportrestaurant und modernen Kabinen. Die Lend umfasst zwei Rasenplätze sowie eine Leichtathletikanlage mit einer Kugelstoßanlage und einer Weit- und Hochsprunganlage.